# HD 169830
HD 169830 ( (HR 6907 / HIP 90485) è una stella nella costellazione del Sagittario di magnitudine apparente +5,91, dista 119 anni luce dal sistema solare e, dal 2003, si conosce l'esistenza di 2 pianeti orbitanti attorno alla stella, entrambi giganti gassosi con massa superiore a quella di Giove.

## Caratteristiche fisiche
Si tratta di una stella nana gialla di tipo spettrale F7, più calda e massiccia del Sole. Con una temperatura superficiale di 6266 K e una massa di 1,4 M⊙, irradia 4,6 volte più luce e ha un raggio 1,8 volte superiore.
Si trova all'incirca a metà della sua permanenza nella sequenza principale, con un'età stimata in poco meno di 3 miliardi di anni.

## Sistema planetario
Il primo pianeta, HD 169830 b, è stato scoperto nel 2000 dal Geneva Extrasolar Planet Search, ha una massa minima 3 volte maggiore quella di Giove, ed orbita in 226 giorni ad una distanza di circa 0,81 au dalla stella madre.
Nel 2003 venne scoperto HD 169830 c, 7,7 volte più massiccio di Giove ed orbitante ad una distanza simile a quella della cintura di asteroidi dal Sole.
Prospetto del sistema planetario
| Pianeta | Tipo            | Massa                 | Periodo orb.   | Sem. maggiore | Eccentricità | Scoperta |
| ------- | --------------- | --------------------- | -------------- | ------------- | ------------ | -------- |
| b       | Gigante gassoso | >2,956 MJ             | 225,789 giorni | 0,813 au      | 0,306        | 2000     |
| c       | Gigante gassoso | 7,669+1,937 −2,755 MJ | 1818,8 giorni  | 3,075 UA      | 0,246        | 2003     |